# 에세키엘 팔라시오스 (배구 선수)
에세키엘 알베르토 팔라시오스(스페인어: Ezequiel Alberto Palacios, 1992년 10월 2일~)는 아르헨티나의 배구 선수로 포지션은 윙스파이커이다. 현재 프랑스 리그의 몽펠리에 UC 소속으로 뛰고 있으며, 아르헨티나 대표팀의 일원으로 2020년 하계 올림픽 동메달을 획득했다.